# Вольф-Дітріх Гайке
Вольф-Дітріх Гайке (нім. Wolf Ditrich Heike; 1913 — 30 листопада 1994) — німецький офіцер, майор Вермахту. Очолював штаб української дивізії Ваффен СС «Галичина» (1944—1945). Кавалер ордену Залізного хреста (1939).

## Життєпис

### Походження
Народився у Пруссії, Німеччина. Походив зі старої німецької старшинської родини. Успішно закінчив військову академію в Мюнхені і, подібно до свого батька, став старшиною німецької армії — професійним військовим.

### Друга світова війна
З початком Другої світової війни у складі 30-ї піхотної дивізії Вермахту брав участь у бойових діях проти польських військ, а відтак на Західному фронті. Під час німецько-совєтської війни брав участь у воєнних приготуваннях Генерального Штабу під Москвою. З 17 серпня до 31 серпня 1942 року був штабовим офіцером 110-ї піхотної дивізії, а від 1 вересня до 18 жовтня 1942 — 15-ї танкової дивізії. Від 15 березня до 25 червня 1943 відбув курси Воєнної Академії у Берліні. Від 26 червня до 6 грудня 1943 Гайке перебував при штабі 122-ї піхотної дивізії і 1 січня 1944 року як майор Вермахту був скерований до 14-ї гренадерської дивізії Ваффен СС «Галичина». Він був у дивізії єдиним штабовим старшиною, який належав до сухопутних військ (Вермахт), а не до зброї СС.
Був прихильником формування військових одиниць з українців. Позитивно поставився до творення дивізії СС «Галичина». Перебував в опозиції до генерала дивізії Фрайтаґа. Як начальник штабу знав, хоч частково, про наміри німецьких чинників щодо дивізії, разом з генералом Фрайтаґом був учасником всіх важливіших обговорень у справі дивізії з вищими німецькими військовими і політичними авторитетними колами, між іншим з Гіммлером й ініціатором створення дивізії губернатором Галичини О. Вехтером. Був у постійному контакті з сотником Дмитром Палієвим — референтом українських старшин, а після загибелі Палієва в бою під Бродами його наступником — сотником Любомиром Макарушкою.

### У таборах
Вольф-Дітріх Гайке пройшов разом із дивізією весь її бойовий шлях до кінця війни, коли після капітуляції вона перейшла в полон до англійців і американців. Як і всі інші дивізійники провів у полоні понад два роки і був звільнений як особа «без обтяжень».
Перебуваючи в таборі інтернованих, 1947 року він на основі записів у воєнному щоденнику, збережених картографічних схем і власної пам'яті написав розлогий військово-історичний нарис — ґрунтовну працю з історії бойових дій української дивізії під заголовком «Sie wollten die Freiheit» («Вони хотіли волі»). Книжка вийшла друком українською мовою в 1970 році під заголовком «Українська Дивізія „Галичина“. Історія формування і бойових дій (1943—1945)». Редактором української версії був проф. Володимир Кубійович, який також написав передмову до неї. 

### На волі
Від 1950 до виходу на пенсію у 1975 році працював на заводі автомобільної компанії Ауді в Дюссельдорфі.
Помер 30 листопада 1994 року в місті Лентінгу в Німеччині.

## Нагороди
- Медаль «За вислугу років у Вермахті» 4-го класу (4 роки)
- Медаль «У пам'ять 1 жовтня 1938»
- Залізний хрест 2-го і 1-го класу
- Нагрудний знак «За участь у загальних штурмових атаках»
- Золотий Хрест за особливі заслуги Головної Управи Братства

## Праці
- Heike, Wolf-Ditrich. Sie wollten die Freiheit: Die Geschichte der Ukrainischen Division 1943-1945. Dornheim/H., 1973.

### Переклад
- Гайке В.-Д. Українська Дивізія «Галичина». Історія формування і бойових дій у 1943 - 45 роках /  Записки НТШ. Том 188.  / за заг. ред. В Кубійовича; пер. Р. Колісник. Торонто, Париж, Мюнхен: Накладом Братства кол. Вояків 1-ї Української Дивізії, 1970.  [Архівовано 1 лютого 2020 у Wayback Machine.]
- Гайке, В.-Д. Українська Дивізія «Галичина». Історія формування і бойових дій у 1943–1945 роках / за заг. ред. В Кубійовича; пер. Р. Колісник. Тернопіль: Мандрівець, 2012.  [Архівовано 1 лютого 2020 у Wayback Machine.]